# Parafia Matki Bożej Szkaplerznej w Moszczenicy
Parafia Matki Bożej Szkaplerznej w Moszczenicy – parafia znajdująca się w diecezji tarnowskiej w dekanacie łużniańskim.
Pierwszą potwierdzoną wzmianką o istnieniu parafii w Moszczenicy jest rejestr retaksacyjny z 1513 r. choć przypuszcza się, że parafia powstała nie długo po lokacji wsi Moszczenica tj. około 1348 roku.
Pierwszym kościołem parafialnym był kościół drewniany pod wezwaniem świętych Apostołów Szymona i Judy, wybudowany wkrótce po lokacji wsi. Istnienie tego kościoła potwierdza wizytacja z 1568 r. Kolejnym (drugim) kościołem z połowie XVII wieku był kościół drewniany pw. Trójcy świętej. O tym kościele mówią akta wizytacji z 1767 roku - konsekrowany w 1666 r. przez biskupa Adalberta Lipnickiego (sufragan krakowski). Zlokalizowany był na miejscu starego kościoła i Domu Młodzieży im. abpa Leona Wałęgi. Trzeci kościół parafialny powstał w latach dwudziestych XIX wieku staraniem miejscowego proboszcza ks. Antoniego Wereckiego. Ukończono go w 1826 roku a konsekrowano 6 lipca 1850 roku. Otrzymał on tytuł Matki Bożej Szkaplerznej.
W 1982 rozpoczęto starania o budowę nowego kościoła parafialnego także pw. Matki Bożej Szkaplerznej. 20 lipca 1986 r. bp Jerzy Ablewicz dokonał wmurowania kamienia węgielnego, a kościół poświęcił 14 lipca 1996 r. bp Józef Życiński.
W kościele parafialnym znajduje się Obraz Matki Bożej Szkaplerznej z Moszczenicy.
Z parafii pochodził biskup Leon Wałęga - biskup diecezji tarnowskiej.

## Proboszczowie
Ostatnimi proboszczami moszczenickiej parafii byli:
- ks. Władysław Trytek 1940-1952
- ks. Franciszek Witek 1952-1979
- ks. Emil Styczeń 1979-1982
- ks. Czesław Muszyński 1982-2005
- ks. Tadeusz Machał 2005-2019
- ks. Piotr Bodziony 2019-obecnie

## Galeria

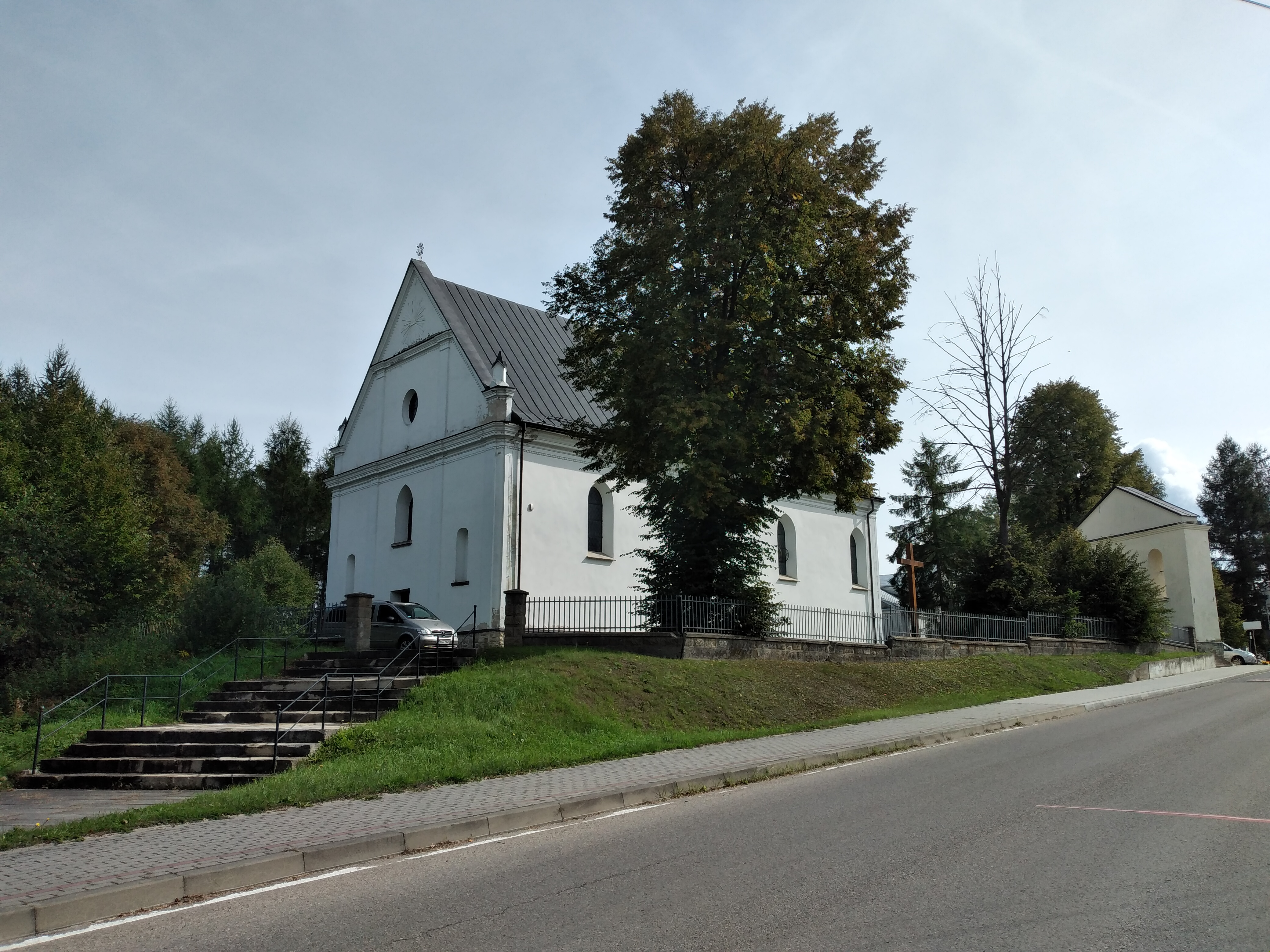
Zabytkowy kościół
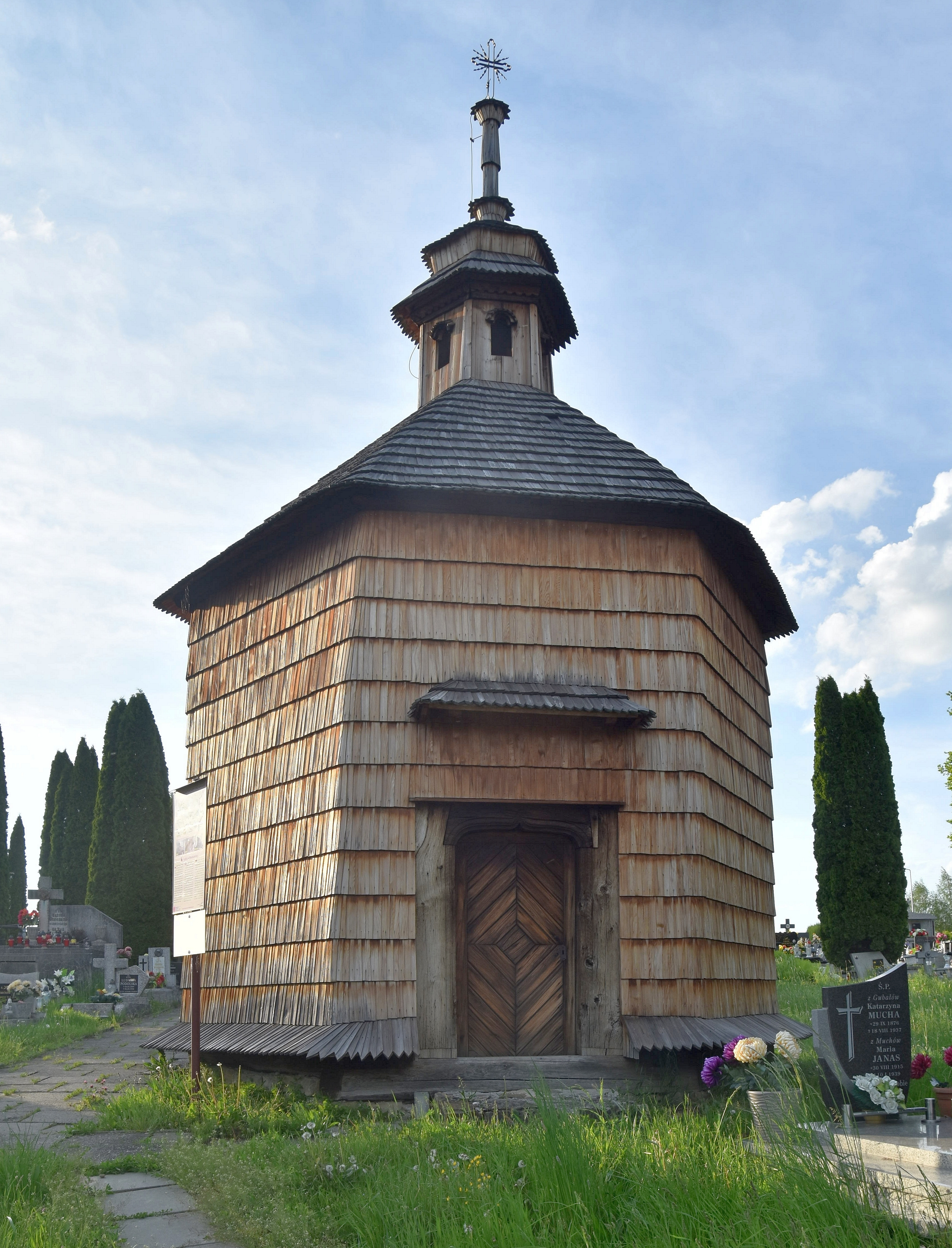
Zabytkowa kaplica cmentarna w Moszczenicy
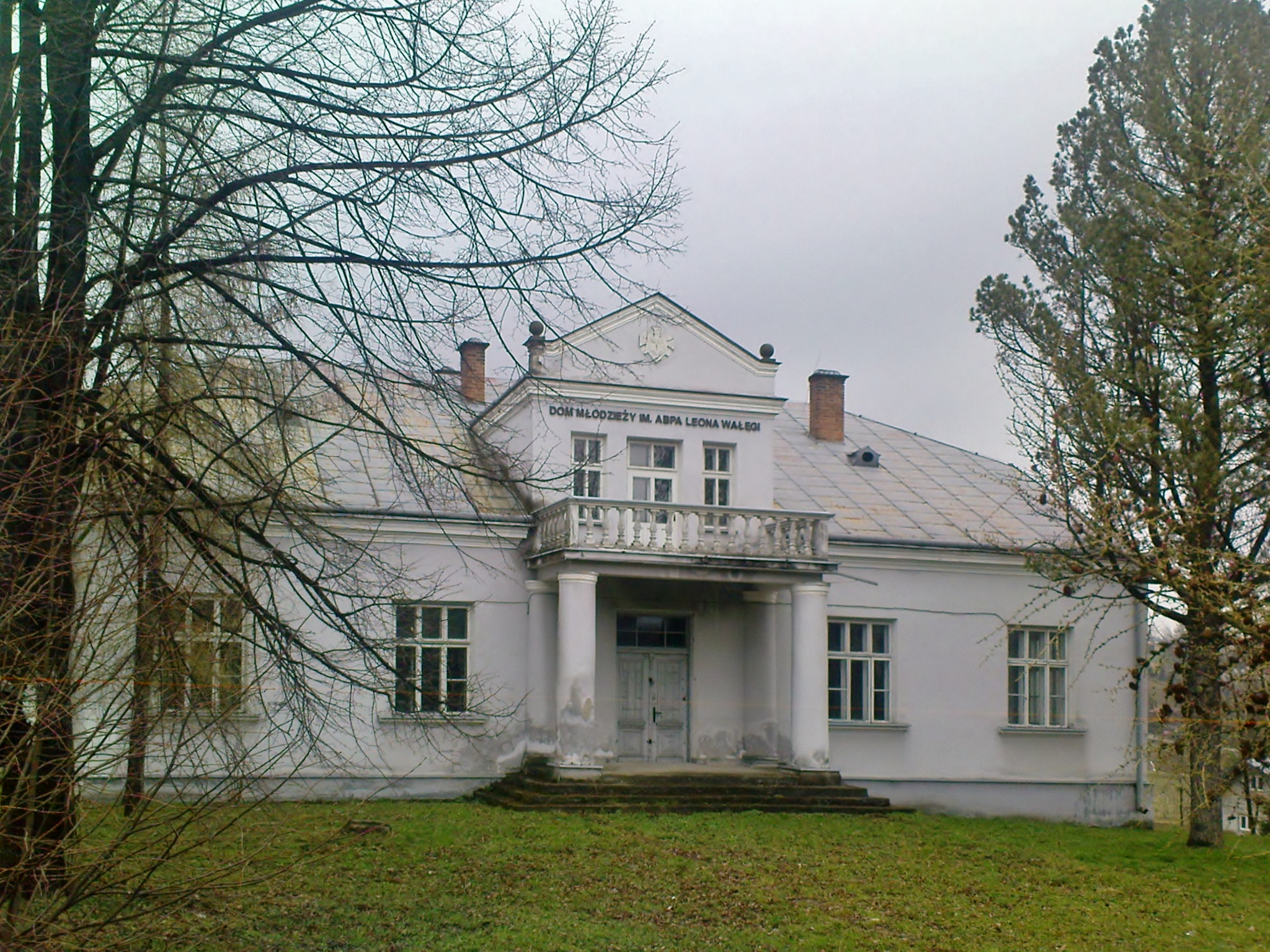
Dom Młodzieży
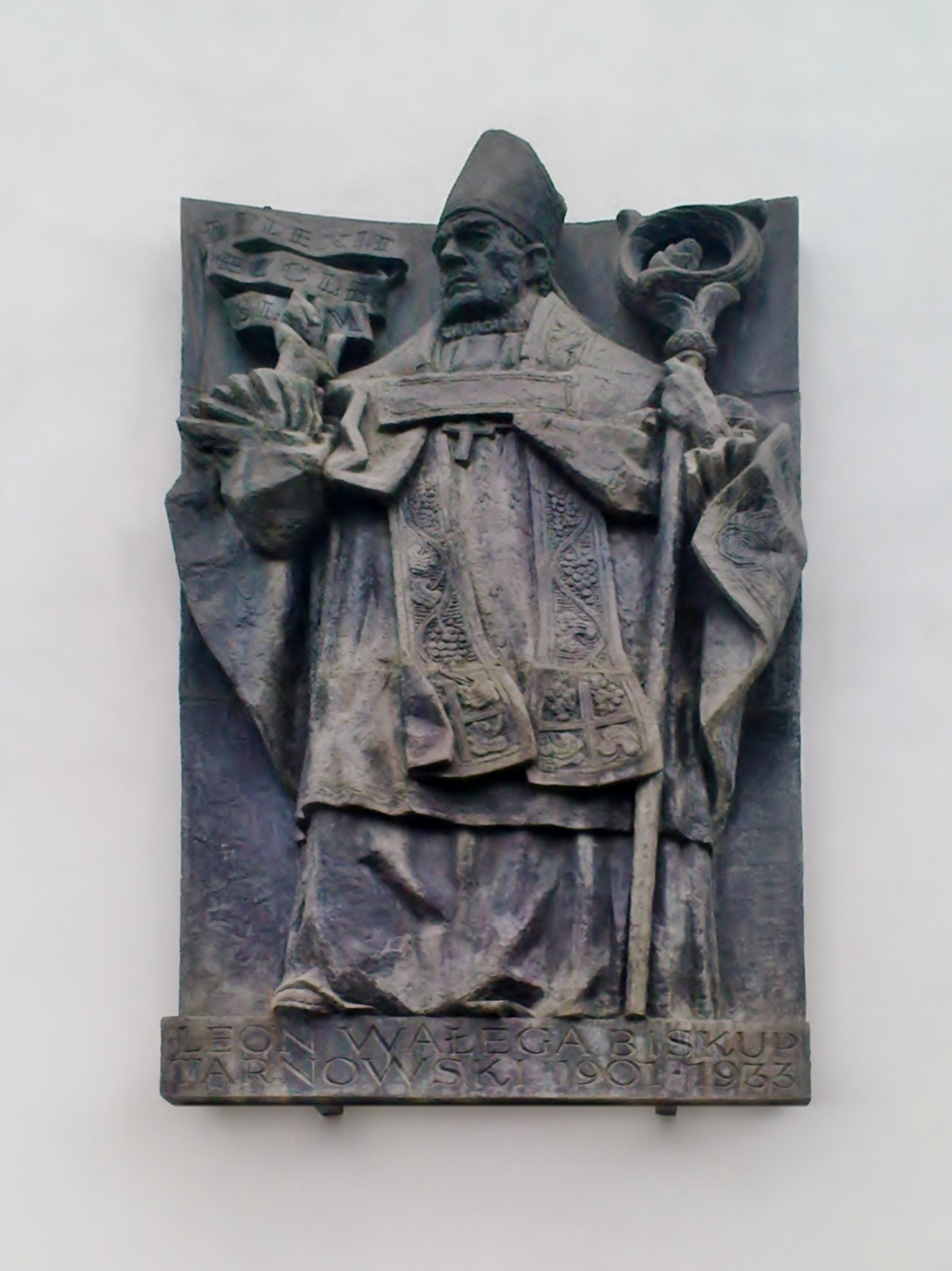
Tablica bp Leona Wałęgi w Moszczenicy
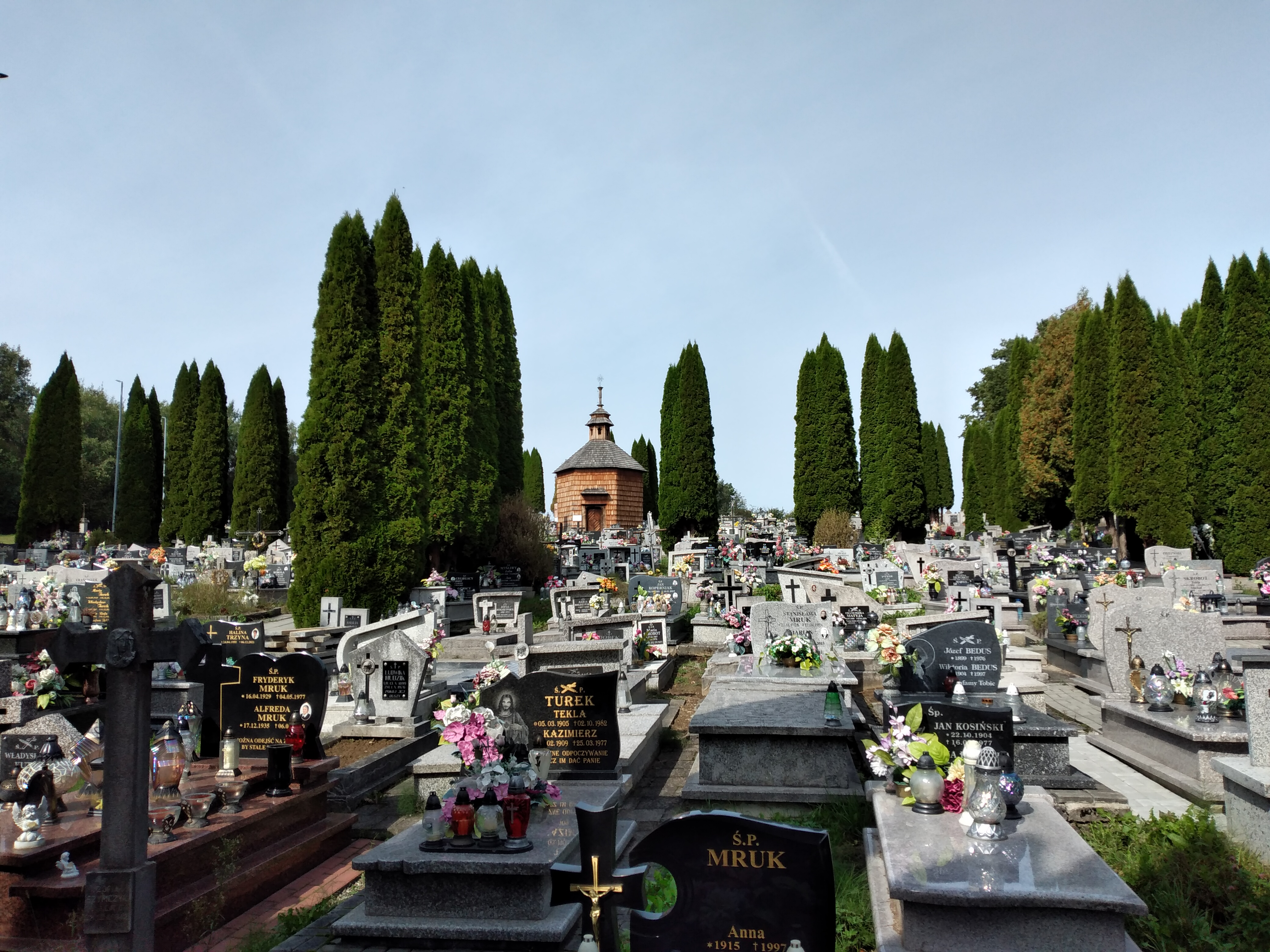
Cmentarz parafialny z zabytkową kaplicą w tle